# یواس‌اس اس-۳۱ (اس‌اس-۱۳۶)
یواس‌اس اس-۳۱ (اس‌اس-۱۳۶) (به انگلیسی: USS S-31 (SS-136)) یک زیردریایی بود که طول آن ۲۱۹ فوت ۳ اینچ (۶۶٫۸۳ متر) بود. این زیردریایی در سال ۱۹۱۸ ساخته شد.